# 伊宁风毛菊
伊宁风毛菊（学名：Saussurea canescens）为菊科风毛菊属的植物，为中国的特有植物。分布在中亚以及中国大陆的新疆等地，生长于海拔2,500米的地区，常生于砾石山坡，目前尚未由人工引种栽培。